# Tourments (film, 1953)
Pour les articles homonymes, voir El et Tourments.
Pour plus de détails, voir Fiche technique et Distribution.
Tourments, souvent désigné sous son titre original Él (littéralement « Lui »), est un film mexicain réalisé par Luis Buñuel, sorti en 1953, qui montre le développement d'un délire paranoïaque de jalousie chez un homme marié.
En juillet 1994, le film est sélectionné en 7e position dans la liste établie par la revue Somos des 100 meilleurs films mexicains de tous les temps.

## Synopsis
La jeune Gloria rencontre par hasard le riche Francisco Galván à la messe. Il tombe amoureux d'elle et la convainc de l'épouser. Elle ne tarde cependant pas à découvrir, dès le voyage de noces, qu'il est atteint d'une jalousie maladive et de paranoïa. Ainsi, il passe une aiguille dans la serrure au cas où le voisin de chambre les épieraient.
Mais ce n'est que le début, et la vie de Gloria va devenir un calvaire.

## Fiche technique
- Titre français : Tourments
- Titre original : Él
- Réalisation : Luis Buñuel
- Scénario : Luis Buñuel et Luis Alcoriza d'après le roman de Mercedes Pinto
- Musique : Luis Hernández Bretón
- Photographie : Gabriel Figueroa
- Montage : Carlos Savage
- Pays d'origine :  Mexique
- Durée : 92 minutes
- Format : noir et blanc
- Dates de sortie :
  - Mexique : 12 septembre 1953
  - France : 2 juin 1954

## Distribution
- Arturo de Córdova : Francisco Galvan de Montemayor
- Delia Garcés : Gloria Milalta
- Aurora Walker : Esperanza Peralta
- Carlos Martínez Baena : Père Velasco
- Manuel Dondé : Pablo
- Rafael Banquells : Ricardo Lujan
- Fernando Casanova : Beltran
- José Pidal
- Luis Beristáin : Raul Conde
- Roberto Meyer

## Analyse
On se souvient que Luis Buñuel a étudié l'entomologie. Il souhaitait ainsi étudier un cas psychiatrique de manière aussi précise et distanciée.
La précision clinique de l'étude du caractère du personnage principal est telle que Jacques Lacan a utilisé cet exemple pour décrire la paranoïa dans son séminaire de Sainte-Anne.

## Distinctions
Le film a été présenté en sélection officielle en compétition au Festival de Cannes 1953.